# 楊廷和
楊廷和（1459年10月15日—1529年7月25日），字介夫，號石齋， 四川新都縣（今成都市新都区馬家鎮升庵村）人，祖籍江西廬陵。明朝中期重臣、内阁首輔。
楊廷和早年登進士，入翰林，參與修撰《明憲宗實錄》、《大明會典》。正德年間，進文淵閣大學士，入內閣參與機務。明武宗後期擔任內閣首輔，加少師、太子太師、華蓋殿大學士，與劉瑾、江彬等宦官寵臣勢力對抗，并逐步清除武宗時期政弊。武宗駕崩後無嗣，楊廷和與內閣大臣依宗法《皇明祖訓》立興獻王世子朱厚熜繼位，是為明世宗，并出臺了一系列政弊改革方略。嘉靖初年，楊廷和與其子楊慎在大禮議事件中，因極力反對明世宗追尊生父，被迫致仕歸鄉。

## 生平

### 入仕翰林
楊廷和之父為楊春，官至湖廣提學僉事。楊廷和十二歲時參加鄉試，就中式舉人。成化十四年（1478年），十九歲的他就先於其父，考中戊戌科三甲進士，改庶吉士。隨後他請假歸鄉結婚，還朝后授翰林院檢討。楊廷和長得英俊瀟灑，性格沉靜穩重，善於觀察思考，出手文章簡潔流暢頗有章法。他還喜好考察研究典故、民情、邊防事務以及一切法家文章，其志向高遠，心懷成為宰輔重臣的願望。
弘治二年（1489年），楊廷和進翰林院修撰，編纂《明憲宗實錄》，書成后擢為左春坊左中允，侍太子朱厚照講讀。之後《大明會典》修成，破格提升為左春坊大學士，擔任日講官。

### 進入內閣
正德二年（1507年），身為帝師的楊廷和由詹事進入東閣，專門掌管草擬誥命、敇書。因他在御前講經學解歷史斥責諂媚得寵的寵臣，而忤逆宦官劉瑾，劉瑾私自擬詔，貶其為南京吏部左侍郎。同年五月，升任南京戶部尚書。又過了三個月，在武宗過問劉瑾關於楊廷和去向后，楊廷和被召回朝廷，提升兼任文淵閣大學士，參與機務。正德三年，加為少保兼太子太保。因劉瑾摘錄楊廷和與大學士李東陽等人参与编写的《大明會典》中的一些小錯，奪去了他们的二級官俸。不久，因修成《明孝宗實錄》的功勞，武宗仍把兩級官俸還給他。次年，加楊廷和光祿大夫、柱國，升遷擔任吏部尚書、武英殿大學士。
當時劉瑾不仅橫行霸道，而且大臣焦芳、張綵又與他在朝內外勾結陷害排除異己，并打壓百官。楊廷和與李東陽雖在其中盡力周旋，卻也不過是些許抵制補救而已。安化王朱寘鐇以誅殺劉瑾之名，起兵謀反。楊廷和等起草赦免詔書，請求提拔時稱或已叛逆的邊將仇鉞，以離間叛軍。仇鉞果然把朱寘鐇逮捕并呈于朝廷。因叛軍以誅劉瑾起兵，楊廷和遂借此機，與常年与刘瑾不合的宦官張永合作并揭發劉瑾罪狀，劉瑾伏誅。楊廷和因功晋升為少傅、太子太傅、謹身殿大學士，朝廷并錄其子任中書舍人。
不久，流寇劉六、劉七、齊彥名起事，楊一清舉薦馬中錫前往征討。楊廷和則稱其只是文人，不能勝任；後來馬中錫果然不能平寇。楊廷和遂請求逮捕馬中錫入獄，改以陸完代替，并斬殺原來接受賄賂縱容流寇的參將桑玉，從而軍威大振。之後，武宗又聽從學士陳霽進言，調各鎮邊軍征討河南趙鐩等民變勢力，并舉薦彭澤為總制，此後各路叛軍被悉數平定。論功時，朝廷錄用楊廷和一子為錦衣衛千戶，楊廷和則堅持推辭；武宗遂特加其任少師、太子太師、華蓋殿大學士。

### 擔任首輔
李東陽致仕歸鄉后，楊廷和繼任為內閣首輔。當時乾清宮發生火災，楊廷和請武宗避開大殿，并下罪己詔，請求直言。隨後與同僚上疏，勸武宗早上朝晚罷朝，躬身自親地參加九廟祭祀，并尊崇兩宮皇后，勤學經史講習。隨後，他又面奏請廣開言路、瞭解民情、遣返邊兵、革除宮中集市、罷除皇店、趕走西僧、減省土木工程與織造等，一共十多條，均切中時弊。然而，武宗卻未予省察。不久，因父親去世，楊廷和請求奔喪，武宗未予批准。楊廷和遂三次請求，終得武宗同意，并派宦官護送。沒過多久，又在守喪期起用，楊廷和連上三疏推辭，最終得以許可。而內閣大臣得以守滿喪期的，從楊廷和為始。服喪剛結束，楊廷和就被武宗召回。當時，武宗在宣府狩獵，派使者賜給楊廷和羊酒銀兩。楊廷和却借上疏谢恩之际，请求武宗回帝都，却没有得到答复。楊廷和于是與大學士蔣冕馳馬趕到居庸關，計劃親自出塞請武宗回朝廷。而武宗卻命令谷大用守關，楊廷和無法出塞，只能返回燕京。之后，武宗命令回京之日群臣各做旗幟到帳前迎接，楊廷和則稱其為褻瀆天子尊貴，并執意反對，武宗遂只好作罷。
正德十四年（1519年），御史蕭淮揭發寧王朱宸濠意圖謀反，而錢寧等人卻還包庇寧王，并詆毀蕭淮是離間皇親骨肉。楊廷和則請求按照宣宗諭令趙王朱高燧的事例，派遣貴戚大臣帶著敕書宣諭，收回寧王的護衛屯田。武宗於是命宦官賴義、駙馬都尉崔元等前往，朱宸濠卻在他們尚未到達前已經起兵謀反了。武宗想帶兵親征，遭到楊廷和等人的極力勸阻。武宗且化名朱壽，又自稱“總督軍務、威武大將軍、總兵官、後軍都督府、太師、鎮國公朱壽”，統領各京邊將士南征。命安邊伯許泰為威武副將軍、左都督劉暉為平賊將軍前驅，鎮守、巡撫、巡按均聽節制。并命楊廷和與大學士毛紀留守順天府。當時乾清宫、坤寧宮已重建，朝廷推恩錄楊廷和一子为錦衣衞副千戶，他再次辭。之後，身為內閣首輔的他應當起草大將軍征南諭令，他卻辭謝不肯，於是遭致武宗怨恨。又恰逢他推舉南京吏部尚書劉春處理東閣誥命敕書，武宗以楊廷和偏袒同鄉，而加以嚴厲斥責。楊廷和遂上疏謝罪，請求罷免歸鄉，不被允許。少師梁儲等請求與他一同罷官，又不允許。楊廷和遂稱病不入朝，武宗於是傳旨軍隊出發南征，儘管當時御史王陽明已經起兵勤王，平定了寧王之亂。
武宗南巡總共兩年。楊廷和留守朝中負責，因為他做事鎮靜穩重，遂被朝廷內外推重誠服。他前後請求武宗回駕的奏疏共有數十封，均沒有得到省察。武宗從南方返回后，駐扎于通州。楊廷和等人列舉古代案例，請武宗回大內御殿舉行受俘儀式，然後將叛逆被擒的朱宸濠等人正法。但武宗此時已因落水染疾而深感不適，他於是召楊廷和等到通州接受要務，并于行在寓所將朱宸濠等誅殺掉，再返回京師。

### 選立皇嗣與總攬朝政
正德十五年（1520年）正月，武宗在行郊祀以祭天，因吐血、發病而急忙乘車歸朝，次月病情更加嚴重。武宗無子，當時司禮太監魏彬等到內閣稱，國醫已盡全力了，請捐萬金招募民間醫生。楊廷和心知其意（朝外立儲），卻不正面回答，而暗中以倫理次序之說諷喻，魏彬等聽後唯唯答應。三月十四日，谷大用、張永抵達內閣，稱武宗在豹房去世，根據皇太后之命，移殯到大殿，并討論由誰繼承皇位。楊廷和舉出《皇明祖訓》出示，並稱：
|  | 兄終弟及的祖訓，誰能褻瀆呢？興獻王的長子，是憲宗的孫子，孝宗的侄子，大行皇帝的堂弟，按倫序應當繼承皇位。 |

梁儲、蔣冕、毛紀等人都贊同，於是命令宦官入內宮啟奏皇太后，楊廷和等人在左順門下等候。不久，宦官奉遺詔與皇太后懿旨，宣諭群臣，全部按照楊廷和請求辦理，皇位之事遂定。
隨後，楊廷和按遺詔命令太監張永、武定侯郭勛、安邊伯許泰、尚書王憲選各營兵，分佈在皇城四門、京城九門以及南北要害等地，并命東廠、錦衣衛、御史率部署保衛內宮與巡視。并傳達遺命罷黜威武營團練各軍，各邊防部隊入京侍衛的都發給重賞解散還鄉，并革除皇店，軍門辦事官校全部返回各衛所，哈密、土魯番、佛郎機各朝使者均給予賞賜遣返回國，豹房番僧和少林寺僧、教坊樂人、南京快馬船及各種非規定之例的，全部罷除遣返。又以遺詔釋放南京關押的囚犯，放還各地進獻的女子，停止京師不急需的土木工程，并收回宣府行宮的金銀送歸內庫。這些命令讨好了朝廷內外官員。。
此時，平虜伯江彬受明武宗重托，执掌京城重兵。於是楊廷和謀劃剪除明武宗羽翼，以皇太后的名義诱捕江彬，并與同僚蔣冕、毛紀和司禮太監溫祥四人合謀。張永探得知此事后，也私下秘密準備着。司禮魏彬，以前就與江彬有聯繫。楊廷和認為魏彬為人軟弱，可以脅迫，因此借題寫大行銘旌的機會，對魏彬、溫祥以及其他宦官張銳、陳嚴等詳細述說江彬謀反跡象，并用使人吃驚的語氣嚇唬。魏彬心動，只有張銳極力說江彬無罪，遭到楊廷和當面斥責。在蔣冕、陳嚴的幫助決定下，溫祥、魏彬遂入宮告知皇太后，并最终逮捕江彬。江彬被誅后，杨廷和夺取内外大权，朝廷上下內外惊惧相疑。。

### 迎立世宗與大禮議
武宗崩後，楊廷和起草武宗遺詔，稱：“皇考孝康敬皇帝親弟興獻王次子，聰明仁孝，德器夙成，倫序當立，已遵奉祖訓兄终弟及之文，告於宗廟，請於慈壽皇太后，與內外文武群臣合謀同詞，即日遣官迎取來京，嗣皇帝位。”而令禮官上禮儀狀，請奉朱厚熜進入京師，并由東安門入居文華殿。世子朱厚熜读完後，特別留意了「嗣皇帝位」四個字，对其右长史袁宗皋说：“遺詔以吾嗣皇帝位，非為皇子也。”于是一行人在抵達京師后，停在城外。楊廷和堅持請求按照禮部所奏儀禮，而朱厚熜不聽。最后是由皇太后令群臣上笺劝进，朱厚熜在郊外受笺，当天中午，从大明门入，随即在奉天殿即位。詔書草稿稱：“奉皇兄遺詔入奉宗祧”，朱厚熜思考良久后最終认可。楊廷和選出漢朝定陶王（汉哀帝）、宋朝濮王（宋英宗）為例，授意于毛澄，認為世宗既然是由小宗入繼大宗，就應該尊奉正統，稱：“這足以為據，應尊孝宗為皇考，稱與獻王為皇叔考興國大王，母妃為皇叔母興國太妃，自稱侄皇帝名，另立益王次子崇仁王為興王，奉祀興獻王。如果對此有不同議論者就是奸邪之人，應當處斬。”七月初三，新科進士张璁、侍郎王瓚上疏支持世宗，认为朱厚熜即位是继承皇统，而非继承皇嗣。楊廷和擔心其擾亂議事，改命其赴南京任職。 在明朝內閣與六部大臣的聯合施壓下，新登基的世宗朱厚熜不得不稱孝宗為皇考，慈壽皇太后為聖母。興獻帝、為本生父母，不稱皇考。
楊廷和總理朝政近四十日，隨後迎奉世宗有功，仍居首輔要職，故他能夠仰賴權勢，革除大量正德年間的弊政。如正德十六年在京官軍旗校勇士軍匠人總數共三十七萬二千七百餘員名，歲支米三百九十八萬八千八百餘石，除海運三十五萬石，漕運不能負擔剩餘之數。楊廷和促嘉靖帝詔革錦衣等衛(如外四家、兩官廳)、內監局等的旗校工役總數达十四萬八千七百人，減免漕糧一百五十三萬二千多石，國計困頓為之紓緩。
一些宦官、義子、傳升、乞升等一切靠武宗恩寵而得官的人大半被罷黜。朝廷內外稱讚新天子是聖人，並且讚揚楊廷和功績。然而，失去官職的眾人卻對楊廷和仇恨刻骨。他入朝時，有人帶刀在他的轎子旁窺視。事情上報后，世宗下詔派京營一百士兵負責護衛楊廷和出入。而世宗駕臨御前講席，楊廷和負責經筵事務。之後修撰《武宗實錄》，楊廷和亦充任總裁官。他在此前已加特進，一品官已滿九年，兼領大學士俸祿，賜予敕書旌諭，并加封左柱國。世宗多次召見對答，慰勞備至。楊廷和更欲有所作為，引薦任用正直之人，并安置合適職位。
當時，給事中、御史等紛紛彈劾兵部尚書王瓊貪污罪狀，後者被逮入詔獄。王瓊於是上疏告發楊廷和以自解，法司按奸黨判王瓊死刑。王瓊極力自辯，得以減刑戍邊，時人懷疑法司秉承楊廷和之意排除異己。又恰逢石珤自禮部尚書掌管詹事府后，改任吏部尚書，楊廷和又上奏改任他掌管詹事府時。时人稱楊廷和此舉太專權，而楊則稱世宗雖年輕但性情聰慧，自信他可以輔佐世宗而使天下太平，所以每遇事均有所議論進諫。錢寧、江彬雖被伏誅，而張銳、張忠、于經、許泰等案久獄不決。楊廷和等上奏稱：“不誅殺這些人，則國法不正、公道不明，九廟祖先英靈不安，萬民百姓不能心服，禍亂危險沒有止息，太平之治就不會實現。”世宗於是沒收這些人財產。楊廷和隨後又上疏請世宗敬畏上天告誡，遵循祖先遺訓，推崇孝順之道，愛惜身體，致力公道，勤勉學習，慎重法令，賞罰分明，接納諫諍，親近賢善，節儉開支。其話語均多切中時弊，均得以批報。雖然當時有言官史道、曹嘉彈劾他恣意、無人臣禮，但世宗仍以貶史曹兩人以安定楊廷和。隨後論定策之功，進封楊廷和、蔣冕、毛紀為伯爵，年祿一千石，楊廷和堅持推辭。后改為命一子嗣錦衣衞指揮使，他再次推辭。世宗認為賞賜太輕，加廕四品京職世襲，楊廷和再次推辭。正逢四年任期考滿，超拜為太傅，他第四次推辭。世宗遂賜敕書表彰，在禮部賜宴，九卿均參宴。

### 致仕被貶
三年之後，朱厚熜的地位穩固，并再次试图为生父母封号加“皇”字，试图夺回被杨廷和所侵占的皇权。這時已被貶至南京刑部主事的张璁與同僚桂萼等揣測帝意，便紛紛上書重提舊事。兩人得以宣詔入京，委為翰林學士，專負責禮儀事項，议礼之争再起。楊廷和於是連續上疏以退为进乞求退休，并以考獻帝議不合而語藏不平。嘉靖三年，世宗批准了他的辭職。并指責其因言語不和歸咎皇帝，不合大臣之道。然而世宗仍賜璽書，按事例乘驛傳由專人護送回鄉，并重申了此前所說的封蔭他的一子任錦衣衛指揮的命令。給事中、御史紛紛請求留用楊廷和，世宗均未予答覆。楊廷和離開朝廷后，朝中有大臣開始討論稱孝宗為皇伯考。於是，楊廷和之子、翰林編修楊慎率群臣拜伏宮闕前哭著勸諫，楊慎被杖貶雲南。不久，王邦奇告楊廷和及其次子兵部主事楊惇、女婿翰林編修金承勛、同鄉翰林侍讀叶桂章、彭澤之弟彭冲勾結請托，皆被捕入詔獄，后以查无实据为由釋放。
嘉靖七年（1528年），《明倫大典》修成后，世宗下詔判定大禮議中各位大臣之罪。并稱楊廷和錯誤地主張“濮議”，自己詭稱門生天子、是決定策立皇帝的國老，按照法律應當斬首，恩削為庶人。第二年六月二十一日（1529年7月25日），楊廷和去世，享年七十一歲。很久后，某日世宗問大學士李時太倉的積糧還能支撐幾年，李時對答稱：“還可以支撐數年，這都是陛下您即位初期詔書裁革宂員所節省的結果。”世宗感慨道：“這都是楊廷和的功勞啊，不可以抹殺的。”隆慶初年，穆宗恢復楊廷和的官職，并贈太保，諡文忠。

## 事蹟
楊廷和剛入內閣時，李東陽就曾說：“我對於詩文，多有一日之長，如果是安邦濟民的大事，還須倚重介夫啊。”到武宗去世后，最終安定國家的，是楊廷和之力，人們都以為李東陽有先見之明。
其在內閣期間，多次抵制宦官干政。正德初年，他與張永合作剷除劉瑾，事後張永亦生驕橫，他在逮捕一位身有龍紋刺青的男子后邀功，并援引故去太監劉永誠之例，希圖封侯。楊廷和則稱：“劉永誠之侄劉聚是因為自己戰功而封侯，並非是劉永誠親身受封。”於是此事被制止。正德年間楊廷和主政時期，武宗常年不上朝理政，并在大同、宣府、延綏一代遊玩，政事多有所失。楊廷和雖經常上疏進諫，武宗卻不聽從，他卻也不能堅持奏請，只能憂心忡忡。隨後他多次借病請辭，都不得武宗批准。宦官谷大用、魏彬、張雄，武宗義子錢寧、江彬等十分驕橫，楊廷和雖不屈從卻也未能有所制裁，因而得以稍稍自安。
楊廷和起草呈上皇帝登極詔書时，文書房官員忽然進入內閣，說想去掉在詔書中不便提及的幾件事。楊廷和稱：“以前的事上下意見不合，動輒就稱是皇帝旨意。現在也是新天子旨意麼？我們在慶賀登極之後，將當面上奏，詢問到底是誰想削改詔書草稿。”蔣冕、毛紀也相繼說明此事的危害，最終仍然堅持楊廷和原稿。詔書下達后，武宗時期的大量弊政均得以正式革除。世宗篤信道教，很喜歡設壇求神，楊廷和極力反對，并引用梁武帝、宋徽宗因迷信而國家滅亡的事例作為比喻，世宗表示接受。江左一代連年歉收，而宦官又請派官員督促織造。工部、給事中、御史進諫反對，世宗都不聽從，而督促內閣起草詔令。楊廷和等不奉命，趁機極力勸說人民困乏物資枯竭，請不要派遣。世宗更急催促，并告誡不要阻攔。楊廷和力爭道：
|  | 臣等及大臣、諫臣的話都不聽，反而聽信邪佞之輩的話，難道陛下只能和這幾個小人共同治理祖宗留下的社稷麼？況且陛下認為織造為歷朝舊例，但不知自洪武以來何曾有過此例呢？織造僅僅創自成化、弘治時期罷了。憲宗、孝宗愛護百姓節省財物的政績很多，陛下不取以效法，獨效法那些不好的，這是為何？即位詔書下達后，宦官邀寵的道路被堵塞殆盡，天下人正傳誦您的聖德，現在忽然有此舉，拿什麽取信于天下呢？ |

因而他請求追究擬旨的人名，懷疑有人假借御批以行私欲。世宗推辭說不知詳情，只是告誡所遣宦官不要放縱而已，但不能制止。
此外，楊廷和知人善任，并有謀略。當初彭澤在西征鄢本恕前，向楊廷和請求計策。楊廷和稱：“憑閣下才略，賊寇不難平定，要警惕的只是不要過早班師回朝。”彭澤在攻破叛軍且誅殺鄢本恕后，即刻班師，而其餘黨又起謀反。彭澤不得不留下，於是感慨地說：“楊公有先見之明，我是不如他啊！”

## 家庭與紀念
楊廷和之弟楊廷儀，曾官兵部右侍郎，官至禮部尚書。子楊慎、楊惇，孫楊有仁，皆為進士。其中，楊慎以狀元入仕，并成為大禮議事件的首要人物，與解縉、徐渭共稱“明朝三大才子”。
- 元配黄氏，黃明善的三女[50]，赠一品夫人，生子楊慎，正德辛未科狀元；
- 继室喻氏，内江人，封一品夫人，无出
- 侧室蒋氏，封孺人，生子楊惇，兵部主事；杨恒，赠中书舍人，先公卒；杨忱，举人

女二人：
- 长嫁修撰余承勋
- 次嫁举人刘大昌（字善充）

孙男十人：
- 杨同仁、杨宁仁，生员；
- 杨志仁，湖广都司经厯；
- 杨其仁，荫生；
- 杨斯仁，生员；
- 杨有仁，举人；
- 杨兴仁，指挥同知；
- 杨右仁，尚宝司司丞；
- 杨资仁；杨力仁

在四川新都城西北，現存有新都状元坟，為楊春、楊廷和、楊慎等三人的家族墳墓。因楊廷和之子楊慎為明朝四川唯一的狀元，墓地也被稱為狀元墳。正德十五年（1515年），楊春去世后，明武宗遣礼部主事祝銮为其建墓和谕祭。嘉靖三年（1524年），楊廷和因大禮議事件辭職還鄉，嘉靖八年去世，并葬于其父楊春墓的左側。嘉靖三十八年，楊慎在雲南戍地去世，其妻黄氏迎回灵柩，葬于其父楊廷和墓右侧，黄氏死後亦葬于此地。時入清朝，名仕马能修、李海瀛、沈联芳、李调元、张邦伸、何人鹤、张怀泗等均拜謁并留题咏。清中前期，评价杨廷和为权奸，后乾隆因政治斗争需要，称其忠。道光十二年（1832年），杨氏子孫杨光海修葺，并設立杨春神道碑。1935年，杨氏子孫杨崇焕重立墓碑。文化大革命期間，墓地因修水利而遭到破壞。1985年，新都縣公佈其為县文物保护單位，并于1988年重建并开放，供遊人祭瞻。

## 延伸阅读
[在维基数据编辑]
 《國朝獻徵錄·卷之十五》，出自焦竑《國朝獻徵錄》
 《明史卷一百九十》，出自《明史》

### 腳註
1. ↑  明·焦竑編，《國朝獻徵錄·特進光祿大夫左柱國少師兼太子太師吏部尚書華蓋殿大學士贈太保謚文忠楊公廷和行狀》（卷15，孫志仁述）：“楊氏之先世?廬陵人元末避歐祥之亂徙楚麻城再避紅軍亂乃入蜀”
2. ↑  明·赵贞吉，《特进光禄大夫左柱国少师兼太子太师吏部尚书华盖殿大学士赠太保杨文忠公神道碑》：“系出潮广之麻城，五世祖世贤避乱入蜀，居新都。父春，湖广提学佥事；母叶氏。以天顺已卯九月十九日生公”
3. ↑  《成化十四年戊戌科進士登科錄》：民籍，治《易經》，年十九歲中式成化十四年戊戌科第三甲第一百二十五名進士。九月十九日生，行一，曾祖楊壽山；祖楊玟，州吏司；父楊春，貢士；母葉氏。重慶下，妻黃氏（聘），弟廷平；廷儀；廷簡；廷宣。由國子生中式四川鄉試第十七名舉人，會試中式第三十四名。
4. ↑  明·焦竑編，《國朝獻徵錄·特進光祿大夫左柱國少師兼太子太師吏部尚書華蓋殿大學士贈太保謚文忠楊公廷和行狀》（卷15，孫志仁述）：“新都人諱世賢者實新都楊氏始祖世賢生壽山壽山生玟貢士仕?永寧吏目玟生春號留耕成化辛丑進士歷官湖廣提學僉事春生公諱廷和字介夫別號石齋生以天順己卯九月十九日邑有火光之瑞甫四歲知聲律七歲日誦書數卷習舉子業辛卯年十二舉於鄉壬辰會試下第入國學監丞眉山黃公明善奇其才許妻焉成化戊戌舉進士”
5. ↑  清·张廷玉等，《明史》（卷190）：“楊廷和，字介夫，新都人。父春，湖廣提學僉事。廷和年十二舉於鄉。成化十四年，年十九，先其父成進士。改庶吉士，告歸娶，還朝授檢討。廷和為人美風姿，性沉靜詳審，為文簡暢有法。好考究掌故、民瘼、邊事及一切法家言，鬱然負公輔望。”
6. ↑  明·焦竑編，《國朝獻徵錄·特進光祿大夫左柱國少師兼太子太師吏部尚書華蓋殿大學士贈太保謚文忠楊公廷和行狀》（卷15，孫志仁述）：“翰林庶吉士時黃公督學雲南公請假往迎黃夫人鎮守太監錢能黔國公沐廷章皆厚遺公力郤不受庚子授檢討弘治己酉考績陞修撰修憲宗實錄丘文莊公?副總裁公以纂修兼校正官有大關係及大章奏名臣傳丘悉以屬公草成丘不易一字歎曰良史才也”
7. ↑  清·张廷玉等，《明史》（卷190）：“弘治二年進修撰。憲宗實錄成，以預纂修進侍讀。改左春坊左中允，侍皇太子講讀。修會典成，超拜左春坊大學士，充日講官。”
8. ↑  明·焦竑編，《國朝獻徵錄·特進光祿大夫左柱國少師兼太子太師吏部尚書華蓋殿大學士贈太保謚文忠楊公廷和行狀》（卷15，孫志仁述）：“辛亥書成陞侍讀壬子充經筵講官乙卯皇太子出閣御史郭絍奏選正人端國本首薦公與姑蘇王公鏊等七人公遷左春坊左中允戊午主試順天所錄多名士刊文至今程之己未四月丁祖母葉孺人憂詔賜馳驛歸辛酉夏服闋冬北上復舊職壬戌三月大明會典成當遷官吏部擬公左春坊大學士上令中使至內閣問曰所擬廷和官豈誤耶李文正公對曰其人資望兩隆且東宮待講啟沃有年纂述之功亦異流輩特擬此官酬之非誤也中使以聞上曰朕亦久知其人豈吝此官乎旨下士林驚喜蓋是官輔臣居內閣之銜不設者五十餘年矣未幾?日講官闡經論政孝皇重之錫予多踰常禮一日上御膳罷即以御前饌頒錫宸翰親署器封時謂有貞觀慶曆之風焉”
9. ↑  明·焦竑編，《國朝獻徵錄·特進光祿大夫左柱國少師兼太子太師吏部尚書華蓋殿大學士贈太保謚文忠楊公廷和行狀》（卷15，孫志仁述）：“六月上命大學士劉徤李東陽謝遷編纂通鑑綱目節要公為纂修官潤色論斷多出公手乙丑春主會試五月孝宗賓天武宗登極七月以從龍恩陞詹事府少詹事丙寅正德改元公?講官有白金綵幣帶履之賜十月脩孝宗實錄公?副總裁丁卯陞詹事入內閣知誥勑時劉謝二公去位姦璫劉瑾用事公侍講筵惓惓以遠小人戒遊逸?言左右讒之又有陰結近侍者阻公遂改南京吏部左侍郎命下數日即行瑾使邏者伺公將中之反報云楊初無怨怒乃止五月陞戶部尚書”
10. ↑  明·焦竑編，《國朝獻徵錄·特進光祿大夫左柱國少師兼太子太師吏部尚書華蓋殿大學士贈太保謚文忠楊公廷和行狀》（卷15，孫志仁述）：“八月二十八日上退朝思公問曰楊學士何不在瑾對曰今?南京戶部尚書上曰楊廷和巳入東閣矣戶部豈翰林官耶明日有勑取公內閣辦事馳驛來京改兼文淵閣大學士”
11. ↑  清·张廷玉等，《明史》（卷190）：“正德二年由詹事入東閣，專典誥敕。以講筵指斥佞幸，忤劉瑾，傳旨改南京吏部左侍郎。五月遷南京戶部尚書。又三月召還，進兼文淵閣大學士，參預機務。明年加少保兼太子太保。瑾摘會典小誤，奪廷和與大學士李東陽等俸二級。尋以成孝宗實錄功還之。明年加光祿大夫、柱國，遷改吏部尚書、武英殿大學士。”
12. ↑  清·张廷玉等，《明史》（卷190）：“時瑾橫益甚，而焦芳、張綵為中外媾。廷和與東陽委曲其間，小有劑救而已。安化王寘鐇反，以誅瑾為名。廷和等草赦詔，請擢邊將仇鉞，以離賊黨。鉞果執寘鐇。會張永發瑾罪，瑾伏誅，廷和等乃復論功進少傅兼太子太傅、謹身殿大學士，予一子中書舍人。”
13. ↑  明·焦竑編，《國朝獻徵錄·特進光祿大夫左柱國少師兼太子太師吏部尚書華蓋殿大學士贈太保謚文忠楊公廷和行狀》（卷15，孫志仁述）：“孝宗實錄成復俸如故有幣金乘馬之賜旋授光祿大夫柱國庚午二月改吏部尚書兼武英殿大學士四月慶陽有安化之變公謂文正公曰宜請頒黃榜開諭寧夏之人及慶府宗室或阻之曰黃河之舟盡?寘鐇驅去即有榜誰與傳之公曰此事夏人不與者十八九苦?寘鐇所脅無以慰之得無?寘鐇樹黨耶亟請於上行之又擬用仇鉞?將逆瑾云鉞巳從寘鐇矣公曰鉞素稱謀勇不幸在亂城中未必從亂朝廷用之豈不幡然思奮亦使寘鐇自生嫌疑將內潰矣未幾鉞果擒寘鐇以效焉九月敘績加少傅兼太子太傅謹身殿大學士廕子恒?中書舍人勑諭褒美”
14. ↑  明·焦竑編，《國朝獻徵錄·特進光祿大夫左柱國少師兼太子太師吏部尚書華蓋殿大學士贈太保謚文忠楊公廷和行狀》（卷15，孫志仁述）：“辛未春北畿流賊劉六劉七齊彥明陷郡邑殺良民諸將莫能禦朝議起馬中錫?總制公曰馬文士也豈堪是任乎眾違其議用之竟僨事參將桑玉領大軍追劉七於村中窘甚將自經於民舍其黨止之曰賂或可免乃投金樓下桑受而縱之公言於朝下中錫獄斬桑玉以陸完代之軍威大振”
15. ↑  清·张廷玉等，《明史》（卷190）：“流賊劉六、劉七、齊彥名反，楊一清薦馬中錫討之。廷和言：「中錫，文士也，不任此。」時業已行，果不能平賊。廷和請逮中錫下獄，以陸完代之，而斬故受賕縱賊者參將桑玉。已，又用學士陳霽言，調諸邊兵討河南賊趙鐩等，而薦彭澤為總制。賊平論功，錄廷和一子錦衣衞千戶。辭，特加少師、太子太師、華蓋殿大學士。”
16. ↑  清·张廷玉等，《明史》（卷190）：“東陽致政，廷和遂為首輔。乾清宮災，廷和請帝避殿，下詔罪己，求直言。因與其僚上疏，勸帝早朝晏罷，躬九廟祭祀，崇兩宮孝養，勤日講。復面奏開言路，達下情，還邊兵，革宮市，罷皇店，出西僧，省工作，減織造，凡十餘條，皆切至。帝不省。尋以父卒乞奔喪，不許。三請乃許，遣中官護行。旋復起之，三疏辭，始許。閣臣之得終父母喪者，自廷和始也。”
17. ↑  清·张廷玉等，《明史》（卷190）：“服甫闋，即召至。帝方獵宣府，使使賜廷和羊酒、銀幣。廷和疏謝，因請迴鑾，不報。復與大學士蔣冕馳至居庸，欲身出塞請。帝令谷大用扼關門，乃歸。帝命迴鑾日羣臣各製旗帳迎，廷和曰：「此里俗以施之親舊耳。天子至尊，不敢瀆獻。」帝再使使諭意，執不從，乃已。”
18. ↑  明·焦竑編，《國朝獻徵錄·特進光祿大夫左柱國少師兼太子太師吏部尚書華蓋殿大學士贈太保謚文忠楊公廷和行狀》（卷15，孫志仁述）：“丁丑六月六日服闋朝廷先期遣行人劉翀至蜀以服闋之明日同鎮巡三司府縣官詣公家宣璽書公懼時事難為堅不欲起詔使在門當道守候府縣住俸同促就道不獲巳於八月三日發新都至東河驛復欲辭疾陝西當道請曰近聞聖駕出居庸關人情皇皇公不圖輯寧以報國乎舟進潞河京師勳戚府部卿寺部署及臺輿校役皆相率出迎自崇文門接通州車騎雲擁上在邊聞公至甚喜遣內侍賜寶鏹羊酒十月二十一日入閣疏謝且請回鑾不報十二月二十八日與蔣公至居庸請駕有旨止之時北狩將歸先遣人諭內閣府部各?旗帳奉迎錢寧來逼公首倡公曰旂常在國銘功臣耳旗帳施親舊里俗也君尊如天敢有凟獻乎威武大將軍是何名號上復遣所幸通使張龍來云朝廷說楊閣老不肯作旗帳他忘了往年一遣內臣兩遣行人取之恩典過他大臣十倍今乃執抝問他懼否公曰雷霆之下敢不震懼但不敢以非禮事君耳”
19. ↑  清·谷應泰，《明史紀事本末》（卷47）：“先是，朝廷遣赖义、崔元、颜颐寿等行，崔元过杨廷和询之。廷和曰：“宣德中有疑于赵府，常令驸马袁泰往，竟得释，或此意也。”元等遂行，而京师竞传以为且擒治宁王。侦卒林华者，即兼程逃归，以六月十三日至江西，值濠生日，宴镇巡三司等官，闻报大惊。”
20. ↑  清·张廷玉等，《明史》（卷190）：“御史蕭淮發寧王宸濠反謀，錢寧輩猶庇之，詆淮離間。廷和請如宣宗諭趙王故事，遣貴戚大臣齎敕往諭，收其護衞屯田。於是命中官賴義、駙馬都尉崔元等往，未至而宸濠反。帝欲帥師親征，廷和等力阻之。帝乃自稱總督軍務、威武大將軍、總兵官、後軍都督府、太師、鎮國公朱壽，統各京邊將士南討。而安邊伯許泰為威武副將軍、左都督劉暉為平賊將軍前驅，鎮守、撫、按悉聽節制。命廷和與大學士毛紀居守。”
21. ↑  明·焦竑編，《國朝獻徵錄·特進光祿大夫左柱國少師兼太子太師吏部尚書華蓋殿大學士贈太保謚文忠楊公廷和行狀》（卷15，孫志仁述）：“國家計瑾敗削衛不聞索錯者今索錯豈有主之者耶崔元輩遷延不進至浙江聞孫都御史燧許副使逵遇害乃奔回至天津王尚書瓊使人要於路曰復命時當云寧府本不反因削護衛乃反三使者不以其言?然南京以變聞瓊猶庇之復奏云寧府即反九江彭澤何乃無印信文書公曰來奏云賊破九江彭澤印信被奪寧有印信文書耶瓊又復奏事有可疑中間未審端的又曰尤?可疑中間恐有別情意在陽阻官軍陰助宸濠也公與廷辨盡發其姦而瓊甚怨公百計誣陷然公守正卒不能中也七月加特進疏辭不允有清德正學體國忠誠之褒時上欲親征羣小慫恿之意益決公屢疏諫止終不納十三日命司禮監集百官議於左順門公與同寅三公曰此但當命文武大臣督京營官軍討之耳此賊得罪天地祖宗且無政以懷其軍民者若出黃榜諭以順逆使之勤王誅首惡寬脅從即旬日變從下生不煩天兵矣昔永樂中北征有皇太子居守宣德中征漢府有鄭王襄王居守今聖駕出征居守重任付之何人乎明日親征旨徑下不能止也兵部請內閣護從又乞載御寶行公曰戰危事也倉卒草野中易起奸心往時四川賊藍五鄢老人掘□廢印尚且惑眾況國器即乎有除拜號令亦凱旋行之御寶無所用焉由是御寶不行而梁公蔣公護蹕又明日有中人傳旨欲寫調土兵及王府兵空勑公曰土兵反覆不必調王府無兵可調也竟不進稿又明日傳命寫威武大將軍勑公曰朝廷親征奉行天討誰敢云差遣又誰敢稱威武大將軍耶近聞逆濠偽□方以失政名威武大將軍是何政令耶假作孽者謂朝廷親征乃稱威武大將軍是何人降?此名號何人寫勑請先誅戮然後興兵問罪則今日之憂不在宸濠而在此勑矣中使”
22. ↑  清·张廷玉等，《明史》（卷190）：“以乾清、坤寧二宮工成，推恩錄一子錦衣衞副千戶，辭。時廷和當草大將軍征南敕諭，謝弗肯，帝心恚。會推南京吏部尚書劉春理東閣誥敕，以廷和私其鄉人，切責之。廷和謝罪，乞罷，不許。少師梁儲等請與俱罷，復不許。廷和方引疾不入，帝遂傳旨行之。時十四年八月也。”
23. ↑  清·张廷玉等，《明史》（卷190）：“帝既南，兩更歲朔。廷和頗以鎮靜持重，為中外所推服。凡請迴鑾者數十疏，皆不復省。帝歸，駐蹕通州。廷和等舉故事，請帝還大內御殿受俘，然後正宸濠等誅，而帝已不豫。趨召廷和等至通州受事，即行在執宸濠等僇之，駕乃旋。”
24. ↑  清·张廷玉等，《明史》（卷190）：“明年正月，帝郊祀，嘔血輿疾歸，逾月益篤。時帝無嗣。司禮中官魏彬等至閣言，國醫力竭矣，請捐萬金購之草澤。廷和心知所謂，不應，而微以倫序之說風之，彬等唯唯。三月十四日丙寅，谷大用、張永至閣，言帝崩於豹房，以皇太后命，移殯大內，且議所當立。”
25. ↑  清·张廷玉等，《明史》（卷190）：“廷和舉皇明祖訓示之曰：「兄終弟及，誰能瀆焉。興獻王長子，憲宗之孫，孝宗之從子，大行皇帝之從弟，序當立。」”
26. ↑  清·张廷玉等，《明史》（卷190）：“梁儲、蔣冕、毛紀咸贊之，乃令中官入啟皇太后，廷和等候左順門下。頃之，中官奉遺詔及太后懿旨，宣諭羣臣，一如廷和請，事乃定。”
27. ↑  明·焦竑編，《國朝獻徵錄·特進光祿大夫左柱國少師兼太子太師吏部尚書華蓋殿大學士贈太保謚文忠楊公廷和行狀》（卷15，孫志仁述）：命東廠錦衣衛及五城巡視御史嚴夜禁捕盜賊皆出公獨斷而以先帝末命行之或曰此等事何不少留待嗣君行公曰機會間不容髮時權姦人人自危若不急解之倉卒有變誰能制耶九門防守之命
28. ↑  清·张廷玉等，《明史》（卷190）：“廷和遂矫诏令太監張永、武定侯郭勛、安邊伯許泰、尚書王憲選各營兵，分布皇城四門、京城九門及南北要害，廠衞御史以其屬扞掫。傳遺命罷威武營團練諸軍，各邊兵入衞者俱重賚散歸鎮，革皇店及軍門辦事官校悉還衞，哈密、土魯番、佛郎機諸貢使皆給賞遣還國，豹房番僧及少林僧、教坊樂人、南京快馬船、諸非常例者，一切罷遣。又以遺詔釋南京逮繫囚，放遣四方進獻女子，停京師不急工務，收宣府行宮金寶歸諸內庫。中外大悅。”
29. ↑  清·张廷玉等，《明史》（卷190）：“時平虜伯江彬擁重兵在肘腋間，知天下惡之，心不自安。其黨都督僉事李琮尤狠黠，勸彬乘間以其家眾反，不勝則北走塞外。彬猶豫未決。於是廷和謀以皇太后旨捕誅彬，遂與同官蔣冕、毛紀及司禮中官溫祥四人謀。張永伺知其意，亦密為備。司禮魏彬者，故與彬有連。廷和以其弱可脅也，因題大行銘旌，與彬、祥及他中官張銳、陳嚴等為詳言江彬反狀，以危語怵之。彬心動，惟銳力言江彬無罪，廷和面折之。冕曰：「今日必了此，乃臨。」嚴亦從旁贊決，因俾祥、彬等入白皇太后。良久未報，廷和、冕益自危。頃之，嚴至曰：「彬已擒矣。」彬既誅，中外相慶。”
30. ↑  清·张廷玉等，《明史》（卷190）：“先是，武宗崩，廷和草遺詔。言皇考孝宗敬皇帝親弟興獻王長子某，倫序當立。遵奉祖訓兄終弟及之文，告於宗廟，請於慈壽皇太后，迎嗣皇帝位。既令禮官上禮儀狀，請由東安門入居文華殿。翼日，百官三上箋勸進，俟令旨俞允，擇日即位。其箋文皆循皇子嗣位故事。世宗覽禮部狀，謂：「遺詔以吾嗣皇帝位，非為皇子也。」及至京，止城外。廷和固請如禮部所具儀，世宗不聽。乃御行殿受箋，由大明門直入，告大行几筵，日中即帝位。詔草言「奉皇兄遺詔入奉宗祧」，帝遲回久之，始報可。越三日，遣官往迎帝母興獻妃。未幾，命禮官議興獻王主祀稱號。廷和檢漢定陶王、宋濮王事授尚書毛澄曰：「是足為據，宜尊孝宗曰皇考，稱獻王為皇叔考興國大王，母妃為皇叔母興國太妃，自稱姪皇帝名，別立益王次子崇仁王為興王，奉獻王祀。有異議者即奸邪，當斬。」進士張璁與侍郎王瓚言，帝入繼大統，非為人後。瓚微言之，廷和恐其撓議，改瓚官南京。”
31. ↑  清·张廷玉等，《明史》（卷190）：“五月，澄會廷臣議上，如廷和言。帝不悅。然每召廷和從容賜茶慰諭，欲有所更定，廷和卒不肯順帝指。乃下廷臣再議。廷和偕蔣冕、毛紀奏言：「前代入繼之君，追崇所生者，皆不合典禮。惟宋儒程頤濮議最得義理之正，可為萬世法。至興獻王祀，雖崇仁王主之，他日皇嗣繁衍，仍以第二子為興獻王後，而改封崇仁王為親王，則天理人情，兩全無失。」帝益不悅，命博考典禮，務求至當。廷和、冕、紀復言：「三代以前，聖莫如舜，未聞追崇其所生父瞽瞍也。三代以後，賢莫如漢光武，未聞追崇其所生父南頓君也。惟皇上取法二君，則聖德無累，聖孝有光矣。」澄等亦再三執奏。帝留中不下。七月，張璁上疏謂當繼統，不繼嗣。帝遣司禮太監持示廷和，言此議遵祖訓，據古禮，宜從。廷和曰「秀才安知國家事體」，復持入。無何，帝御文華殿召廷和、冕、紀，授以手敕，令尊父母為帝后。廷和退而上奏曰：「禮謂為所後者為父母，而以其所生者為伯叔父母，蓋不惟降其服而又異其名也。臣不敢阿諛順旨。」仍封還手詔。羣臣亦皆執前議。帝不聽。迨九月，母妃至京，帝自定儀由中門入，謁見太廟，復申諭欲加稱興獻帝、后為皇。廷和言：「漢宣帝繼孝昭後，諡史皇孫、王夫人曰悼考、悼后，光武上繼元帝，鉅鹿、南頓君以上立廟章陵，皆未嘗追尊。今若加皇字，與孝廟、慈壽並，是忘所後而重本生，任私恩而棄大義，臣等不得辭其責。」因自請斥罷。廷臣諍者百餘人。帝不得已，乃以嘉靖元年詔稱孝宗為皇考，慈壽皇太后為聖母。興獻帝、為本生父母，不稱皇。”
32. ↑  《明史》卷八十九 志第六十五 兵一
33. ↑  明·焦竑編，《國朝獻徵錄·特進光祿大夫左柱國少師兼太子太師吏部尚書華蓋殿大學士贈太保謚文忠楊公廷和行狀》（卷15，孫志仁述）：所擬懿旨及大行皇帝書入啟畢就左順門宣諭朝臣眾皆躍然大呼曰天下事大定矣朝臣就閣中謁謝且賀曰昔呂端鎖王繼恩韓琦斥八大王恃權專任重也今無其權而事又獨難然定策頃刻間權姦拱手外朝不知加呂韓數等矣公曰祖宗功德無疆之福亦同官協力所致予何力之有焉遂擬旨散豹房官軍令太監張永張忠武定侯郭勛安邊伯許泰兵部尚書王憲提督優恤揀選團營官軍分布皇城四門及京城九門防守令威武團練營官軍各回原營各邊鎮守太監各回本鎮革皇店官校并軍門辦事官旗校尉俱回本衛命給密及土魯番諸處貢夷人當放回者該部照原擬賞之差人送回餘會同舘舘之關防出入佛朗機一差人回廣東聽候豹房番僧及少林寺取來和尚各歸本寺南京馬快船隻常例聽候外盡數發回各處帶來各色匠役樂工水手等各回原籍
34. ↑  明·焦竑編，《國朝獻徵錄·特進光祿大夫左柱國少師兼太子太師吏部尚書華蓋殿大學士贈太保楊文忠公廷和墓祠碑》（卷15，趙貞吉書）：“初輟草威武勑巳濱死逮嗣君未至承制專斷者廿七日駕抑奸雄如泰如瓊稍疏皆足以死新詔裁革人數十四萬八千七百餘歲省太倉粟一百五十三萬餘怨□洶洶謠曰終日”
35. 1 2  清·张廷玉等，《明史》（卷190）：“廷和總朝政幾四十日，興世子始入京師即帝位。廷和草上登極詔書，文書房官忽至閣中，言欲去詔中不便者數事。廷和曰：「往者事齟齬，動稱上意。今亦新天子意耶？吾儕賀登極後，當面奏上，問誰欲削詔草者。」冕、紀亦相繼發危言，其人語塞。已而詔下，正德中蠹政釐抉且盡。所裁汰錦衣諸衞、內監局旗校工役為數十四萬八千七百，減漕糧百五十三萬二千餘石，其中貴、義子、傳陞、乞陞一切恩倖得官者大半皆斥去。中外稱新天子聖人，且頌廷和功。而諸失職之徒銜廷和次骨，廷和入朝有挾白刃伺輿旁者。事聞，詔以營卒百人衞出入。帝御經筵，廷和知經筵事。修武宗實錄，充總裁。廷和先已加特進，一品滿九載，兼支大學士俸，賜敕旌諭。至是加左柱國。帝召對者三，慰勞備至。廷和益欲有所發攄，引用正人，布列在位。”
36. ↑  明·李贽著，《续藏书·经济名臣》（卷17）：“弇州（王世贞）谓晋溪公贪财，好睚眦中人。夫满朝皆受宸濠贿，独晋溪公（王瓊）与梁公（梁儲）亡有也。杨廷和为首相，擅与护卫，乃驾祸于梁公，而梁公不辩，率被劾去。又嫁祸于晋溪公，晋溪公又不辩，率被下狱论死。是孰为贪财乎？熟为好睚眦人乎？呜呼！晋溪公不贪宸濠之贿，而明用守仁，使居上流以擒濠。明知守仁不以一钱与人，不与面相识，而故委心用之，何也？少具眼者，自当了了，何况弇州素读书作文人耶？彼不拒江彬者，欲以行彼志耳，是以能使守仁等请大豪杰士，徐为朝廷用也！”
37. ↑  清·张廷玉等，《明史》（卷190）：“給事、御史交章論王瓊罪狀，下詔獄。瓊迫，疏訐廷和以自解。法司當瓊奸黨律論死，瓊力自辨，得減戍邊。或疑法司承廷和指者。會石珤自禮部尚書掌詹事府，改吏部，廷和復奏改之掌詹事司誥敕。人或謂廷和太專。然廷和以帝雖沖年，性英敏，自信可輔太平，事事有所持諍。錢寧、江彬雖伏誅，而張銳、張忠、于經、許泰等獄久不決。廷和等言：「不誅此曹，則國法不正，公道不明，九廟之靈不安，萬姓之心不服，禍亂之機未息，太平之治未臻。」帝乃籍沒其貲產。廷和復疏請敬天戒，法祖訓，隆孝道，保聖躬，務民義，勤學問，慎命令，明賞罰，專委任，納諫諍，親善人，節財用。語多剴切，皆優詔報可。及議「大禮」，廷和持論益不撓，卒以是忤帝意。”
38. ↑  清·张廷玉等，《明史》（卷190）：“當是時，廷和先後封還御批者四，執奏幾三十疏，帝常忽忽有所恨。左右因乘間言廷和恣無人臣禮。言官史道、曹嘉遂交劾廷和。帝為薄謫道、嘉以安廷和，然意內移矣。尋論定策功，封廷和、冕、紀伯爵，歲祿千石，廷和固辭。改廕錦衣衞指揮使，復辭。帝以賞太輕，加廕四品京職世襲，復辭。會滿四考，超拜太傅，復四辭而止。特賜敕旌異，錫宴於禮部，九卿皆與焉。”
39. ↑  清·张廷玉等，《明史》（卷190）：“廷和先累疏乞休，其後請益力。又以持考獻帝議不合，疏語露不平。三年正月，帝聽之去。責以因辭歸咎，非大臣道。然猶賜璽書，給輿廩郵護如例，申前廕子錦衣衞指揮使之命。給事、御史請留廷和，皆不報。廷和去，始議稱孝宗為皇伯考。於是，廷和子修撰慎率羣臣伏闕哭爭，杖謫雲南。既而王邦奇誣訐廷和及其次子兵部主事惇、壻修撰余承勛、鄉人侍讀叶桂章與彭澤弟沖交關請屬，俱逮下詔獄。鞫治無狀，乃得解。”
40. ↑  清·张廷玉等，《明史》（卷190）：“七年，明倫大典成，詔定議禮諸臣罪。言廷和謬主濮議，自詭門生天子、定策國老，法當僇市，姑削職為民。明年六月卒，年七十一。”
41. ↑  明·赵贞吉，《特进光禄大夫左柱国少师兼太子太师吏部尚书华盖殿大学士赠太保杨文忠公神道碑》：“公以嘉靖已丑六月二十一日卒于正寝”
42. ↑  清·张廷玉等，《明史》（卷190）：“居久之，帝問大學士李時太倉所積幾何，時對曰：「可支數年。由陛下初年詔書裁革宂員所致。」帝慨然曰：「此楊廷和功，不可沒也。」隆慶初，復官，贈太保，諡文忠。”
43. ↑  明·焦竑編，《國朝獻徵錄·特進光祿大夫左柱國少師兼太子太師吏部尚書華蓋殿大學士贈太保楊文忠公廷和墓祠碑》（卷15，趙貞吉書）：“正德丁卯冬自南戶部尚書同長沙李公辦□事是時孽璫之熖毒蒸寰宇數年內駭奔未息南平北討政府囂欱而長沙亦倦念去欲令公代巳也嘗語人曰吾於文翰有一日之長若經濟事須歸介夫夫余公識公於早歲李相察公於同事非楊氏之鮑叔哉”
44. ↑  清·张廷玉等，《明史》（卷190）：“初，廷和入閣，東陽謂曰：「吾於文翰，頗有一日之長，若經濟事須歸介夫。」及武宗之終，卒安社稷者，廷和力也，人以東陽為知言。”
45. ↑  清·张廷玉等，《明史》（卷190）：“張永既去瑾而驕，捕得男子臂龍文者以為功，援故太監劉永誠例，覬封侯。廷和言「永誠從子聚自以戰功封伯耳，且非永誠身受之也」，乃止。”
46. ↑  清·张廷玉等，《明史》（卷190）：“當廷和柄政，帝恆不視朝，恣游大同、宣府、延綏間，多失政。廷和未嘗不諫，俱不聽。廷和亦不能執奏。以是邑邑不自得，數移疾乞骸骨，帝亦不聽。中官谷大用、魏彬、張雄，義子錢寧、江彬輩，恣橫甚。廷和雖不為下，然亦不能有所裁禁，以是得稍自安。”
47. ↑  清·张廷玉等，《明史》（卷190）：“帝頗事齋醮。廷和力言不可，引梁武、宋徽為喻，優旨報納。江左比歲不登，中官請遣官督織造。工部及給事、御史言之，皆不聽，趣內閣撰敕。廷和等不奉命，因極言民困財竭，請毋遣。帝趣愈急，且戒毋瀆擾執拗。廷和力爭，言：「臣等與舉朝大臣、言官言之不聽，顧二三邪佞之言是聽，陛下能獨與二三邪佞共治祖宗天下哉？且陛下以織造為累朝舊例，不知洪武以來何嘗有之，創自成化、弘治耳。憲宗、孝宗愛民節財美政非一，陛下不取法，獨法其不美者，何也？即位一詔，中官之倖路絀塞殆盡，天下方傳誦聖德，今忽有此，何以取信？」因請究擬旨者何人，疑有假御批以行其私者。帝為謝不審，俾戒所遣官毋縱肆而已，不能止也。”
48. ↑  清·张廷玉等，《明史》（卷190）：“彭澤將西討鄢本恕，問計廷和。廷和曰：「以君才，賊不足平，所戒者班師早耳。」澤後破誅本恕等即班師，而餘黨復蝟起不可制。澤既發復留，乃歎曰：「楊公先見，吾不及也。」”
49. ↑  清·张廷玉等，《明史》（卷190）：“弟廷儀，兵部右侍郎。子慎、惇，孫有仁，皆進士。慎自有傳。”
50. ↑  《姨母黄淑人墓誌銘》：「淑人為雲貴提學副使眉山黃公明善之女。姊妹五人，長適眉州引禮熊瑋；次適長夀御史周蕃；次為吾母；次為淑人；次適香河丞崇慶萬衡。」
51. ↑  . 先鋒旅遊網.   [2011-09-04]. （原始内容存档于2015-06-20）.

### 資料
- 明·焦竑编，《國朝獻徵錄》（第15卷）
  - 孙志仁《特進光祿大夫左柱國少師兼太子太師吏部尚書華蓋殿大學士贈太保謚文忠楊公廷和行狀》
  - 趙貞吉《特進光祿大夫左柱國少師兼太子太師吏部尚書華蓋殿大學士贈太保楊文忠公廷和墓祠碑》
- 明·李贽，《续藏书·太保杨文忠公》（第12卷）
- 清·張廷玉等，《明史》（第190卷）
- 清·谷應泰，《明史紀事本末》（第47卷）

## 外部連結
- 葉淑萍（2008年），《明中葉首輔楊廷和之研究》，國立中央大學文學院歷史研究所

| 官衔          | 官衔                        | 官衔        |
| ------------- | --------------------------- | ----------- |
| 前任： 李東陽 | 明朝内阁首輔 1512年－1515年 | 繼任： 梁儲 |
| 前任： 梁儲   | 明朝内阁首輔 1517年－1524年 | 繼任： 蔣冕 |